# Стягайлівка (Роменський район)
Стяга́йлівка — село в Україні, у Роменському районі Сумської області. Населення становить 109 осіб. Входить до складу Липоводолинської селищної громади.
Після ліквідації Липоводолинського району 19 липня 2020 року село увійшло до Роменського району.

## Географія
Село Стягайлівка розташоване на відстані 1 км від сіл Мельникове та Весела Долина.
По селу тече струмок, що пересихає із загатою.

## Історія
- Село постраждало внаслідок геноциду українського народу, проведеного урядом СРСР 1923—1933 та 1946–1947 роках.
- До 2019 року орган місцевого самоврядування — Московська сільська рада.